# Каминьский, Францишек

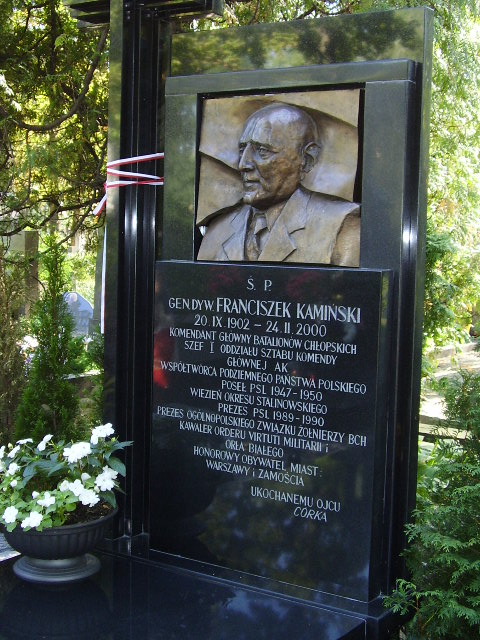
Надгробная часть могилы Францишека Каминьского

Францишек Вавжинец Каминьский (пол. Franciszek Wawrzyniec Kamiński; 20 сентября 1902, Микуловицы, гмина Войцеховице, ныне Свентокшиское воеводство — 24 февраля 2000, Варшава) — генерал дивизии Войска Польского (1993), деятель крестьянского движения.

## Крестьянский деятель
Родился в крестьянской семье, его родители владели небольшим хозяйством в 7,5 га, всего в семье было пятеро детей. Окончил гимназию, где был организатором харцерского движения. В 1926—1929 годах изучал математику на математическо-философском факультете Варшавского университета. В 1929-1930 годах проходил военную службу, которую закончил в звании сержанта, с 1932 года — подпоручик резерва. Работал в Институте сельского образования и культуры имени Станислава Сташица, в школе ремёсел в Александрове Куявском, в администрации издательства, а с 1938 года — инспектором-ревизором в ревизионном отделе Потребительского кооперативного союза «Вместе» в Варшаве.
В 1926—1929 годах — руководитель исполнительного секретариата Польской крестьянской партии «Освобождение», также был редактором партийного еженедельника «Освобождение». Видный деятель Союза сельской молодёжи «Вици», в 1933—1935 годах — руководитель мазовецкого отделения этого Союза, с 1937 года — член ревизионной комиссии. Соратник одного из польских крестьянских лидеров Мацея Ратая.

## Участник Движения Сопротивления
После немецкой оккупации Польши в 1939 году был одним из организаторов тайного крестьянского движения во главе с Мачеем Ратаем. В ноябре 1939 году создавал структуры крестьянского сопротивления в Кельце. Активно участвовал в деятельности нелегальной Крестьянской партии «Рух», входил в состав её руководства в Келецком воеводстве, занимался связью между келецкой организацией и центральным руководством партии. Был сторонником включения крестьянского сопротивления в состав Союза вооруженной борьбы (на основе которого позднее была создана Армия Крайова), но большинство крестьянских лидеров высказались за создание самостоятельной военной организации.
В октябре 1940 года — главный комендант Крестьянской стражи (затем — Крестьянских батальонов), концепцию создания которой он разработал. Псевдонимы — «Ольха», «Зенон Травиньский». С июля 1944 году — начальник I отдела главного командования Армии Крайовой (АК), участник Варшавского восстания.

## В послевоенной Польше
С 1945 года — член Польской крестьянской партии (Станислава Миколайчика), в 1949 году был исключён из её рядов (когда в партии возобладали сторонники сотрудничества с коммунистами). С 1945 года — подполковник, с 1946 года — полковник. Депутат Крайовой рады народовой, с 1947 года — депутат Сейма. Был заместителем председателя Крестьянского товарищества друзей детей, участвовал в деятельности правления Крестьянского кооперативного издательства. Работал в кооперативном, а затем в сельскохозяйственном банке в качестве инспектора кредитного контроля.
21 июля 1950 года был арестован Управлением безопасности, в декабре 1951 года был приговорён районным военным судом Варшавы к 12 годам лишения свободы. 
В 1956 году был освобождён, работал в организации «Крестьянская взаимопомощь» до ухода на пенсию в 1973 году. В 1957—1959 году руководил исторической комиссией Крестьянских батальонов при Объединённой крестьянской партии. После выхода из тюрьмы не занимался активной политической деятельностью, но пользовался большим авторитетом среди крестьянских деятелей. Вокруг него сформировался неофициальный оппозиционный центр. В отличие от государственной власти, инициировал проведение патриотических и религиозных церемоний, посвященных событиям польской истории и видным деятелям крестьянского движения. В 1970 году был в числе инициаторов празднования 50-летия «Чуда на Висле» (разгрома советских войск под Варшавой в 1920 году).
В 1980 году был произведён в генералы бригады Народного Войска Польского, в 1993 — в генералы дивизии Войска Польского. 
В 1989 году, после воссоздания Польской крестьянской партии, был избран её председателем. Был сторонником единства крестьянского движения в современной Польше, на объединенном конгрессе Польской крестьянской партии в 1990 году стал её почётным председателем. В 1992 году возглавил Всепольский союз солдат Крестьянских батальонов. 
Почётный гражданин Варшавы (1993) и города Замосць. Награждён орденом Белого орла (1996), Серебряным крестом Военного ордена «Виртути милитари», Крестом Грюнвальда II класса.
Похоронен на Военном кладбище Повонзки в Варшаве. 
В 2007 году в Войцеховицах открыт музей Францишека Каминьского. В его память установлена мемориальная доска в кафедральном соборе св. Яна в Варшаве.